# Graffignana
Graffignana là một đô thị ở tỉnh Lodi trong vùng Lombardia của Italia, cách khoảng 40 km về phía đông nam của Milano và khoảng 13 km south of Lodi. Tại thời điểm 31 tháng 12 năm 2004, đô thị này có dân số 2.615 người và diện tích là 10,7 km².
Graffignana giáp các đô thị: Sant'Angelo Lodigiano, Villanova del Sillaro, Borghetto Lodigiano, San Colombano al Lambro, Miradolo Terme.